# Lisów (powiat kielecki)

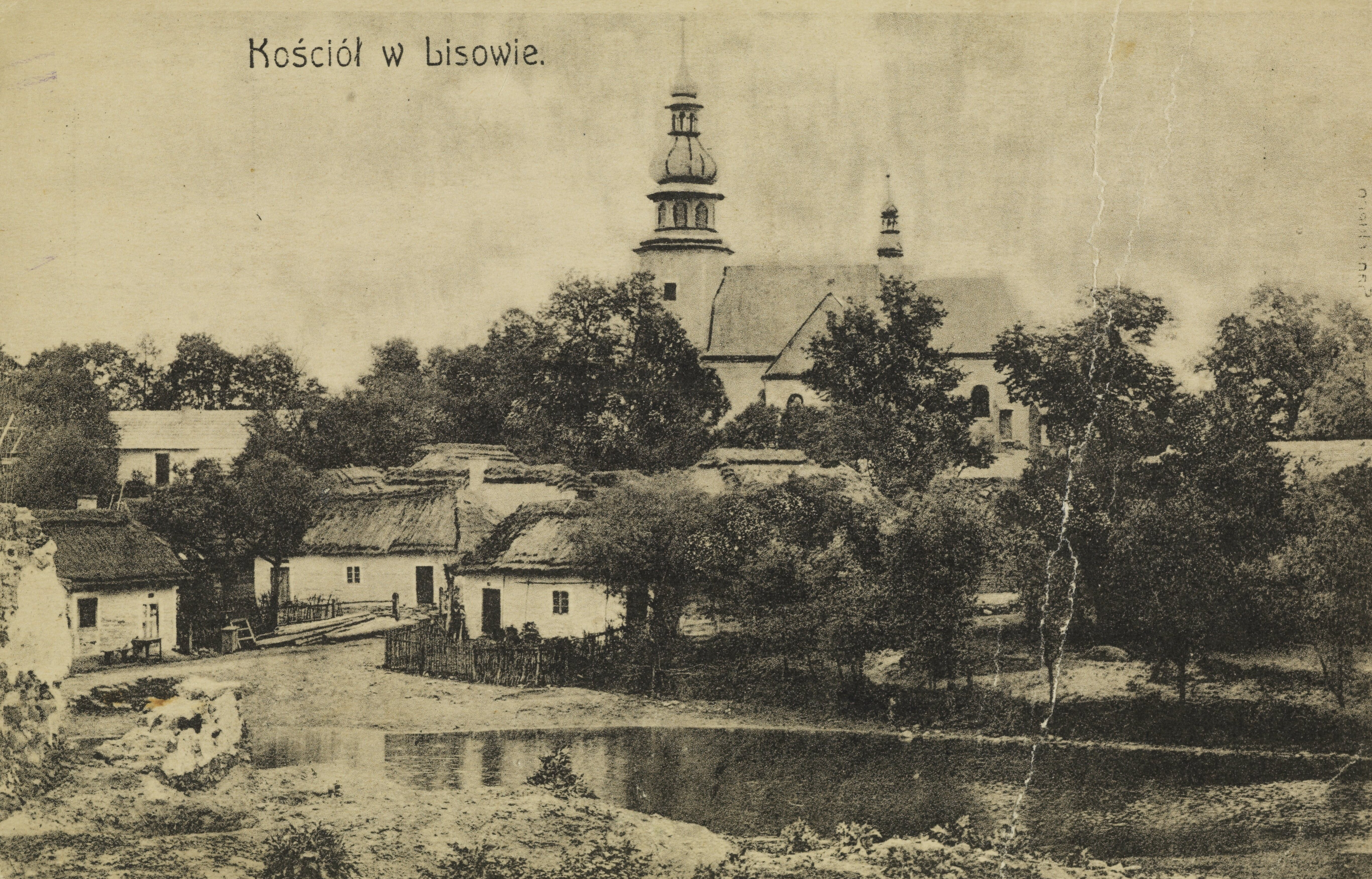
Widok miejscowości i kościoła przed 1920

Lisów – wieś w Polsce, położona w województwie świętokrzyskim, w powiecie kieleckim, w gminie Morawica.
W latach 1975–1998 wieś należała administracyjnie do województwa kieleckiego. Znajduje się tu Zoo Leśne Zacisze.
Do 30 czerwca 1994 w gminie Chmielnik.

## Integralne części wsi
| SIMC    | Nazwa       | Rodzaj    |
| ------- | ----------- | --------- |
| 0234850 | Góra        | część wsi |
| 0234867 | Komorówki   | część wsi |
| 0234873 | Ławki       | część wsi |
| 0234880 | Pagóry      | część wsi |
| 0234896 | Podkościele | część wsi |
| 0234904 | Podrzecze   | część wsi |
| 0234910 | Podwale     | część wsi |
| 0234927 | Prebenda    | część wsi |
| 0234933 | Trzcianka   | kolonia   |
| 0234940 | Wygwizdów   | kolonia   |

## Zabytki
- kościół parafialny pw. św. Mikołaja z XVI w., przebudowywany w XVIII w., w latach 1912–1913 i po 1945 r., wpisany do rejestru zabytków nieruchomych (nr rej.: A.433 z 2.10.1956 i z 22.06.1967)[7].

## Lisów w literaturze
Lisów z lat 30. i 40. opisany jest w powieści „Lala” Jacka Dehnela (wyd. 2006). Majątek był własnością dziadków tytułowej bohaterki, Leonarda i Wandy Broklów. Zachowały się jeszcze resztki opisywanego w powieści dworu (głównie zabudowań gospodarczych).